# The Dark Pictures Anthology: Man of Medan
The Dark Pictures Anthology: Man of Medan (с англ. — «Антология тёмных картинок: Человек из Медана») — компьютерная игра в жанрах интерактивного фильма и survival horror, созданная британской студией Supermassive Games и изданная Bandai Namco Entertainment на платформах Windows, PlayStation 4 и Xbox One 30 августа 2019 года. Сюжет игры вдохновлён городской легендой о корабле-призраке Ourang Medan («Человек из Медана») и повествует историю группы людей, случайно оказавшейся на подобном корабле. Это первая из восьми игр серии The Dark Pictures Anthology. Все последующие семь игр этой антологии продолжат линию хоррор-игр, а также будут уникальны сюжетно, не пересекаясь историями между собой. Следующая игра серии, Little Hope, вышла 30 октября 2020 года.

## Сюжет
Сюжет игры представлен как незавершённая история в коллекции Хранителя (Пип Торренс), который просит помощи игрока в её завершении. Решения, которые принимает игрок, меняют исход игры и судьбы её героев.
История сосредотачивается на пяти участниках дайвинг-экспедиции, которые хотят найти место крушения самолёта времён Второй мировой войны в южной части Тихого океана недалеко от берегов Французской Полинезии. Команда состоит из братьев Алекса (Карим Аллийн) и Брэда (Крис Сендифорд) Смитов, подруги Алекса Джулии (Ариэль Палик), брата Джулии Конрада (Шон Эшмор) и Фелисите «Флисс» Дюбуа (Аиша Исса) — капитана их дайв-бота. Однако экспедиция быстро оказывается в опасности, когда всех пятерых участников захватывают в заложники пираты Олсон (Кваси Сонгуи), Джуниор (Чимвемве Миллер) и Дэнни (Рассел Юэн). Против их воли группа оказывается на большом корабле-призраке — где их худшие кошмары мистическим образом становятся реальностью. Участники встают перед моральными выборами, что в конечном итоге ведёт к различным финалам истории.

## Игровой процесс
Игровой процесс в Man of Medan проходит от третьего лица, в режимах одиночной игры или мультиплеера. Игроки берут под контроль пять различных персонажей, которые попадают в ловушку на борту корабля-призрака. Во время взаимодействий с другими персонажами от игроков ожидается принятие решений, исходя из «разума» своего персонажа или от их «сердца», также игроки могут выбрать бездействие. Выбор этих вариантов изображён в интерфейсе игры как компас и одновременно символизирует как «моральный компас» персонажей, так и общую морскую тематику самой игры.
Ход истории и сюжет меняются согласно выборам, которые делают игроки, приводя в общем финале к выживанию или гибели команды. Выборы, делаемые игроками, также влияют на личностные черты персонажей, что в свою очередь влияет на дальнейшие развилки событий и варианты диалогов, а также на их отношения друг с другом. Игру можно пройти несколько раз разным образом, поскольку у неё есть несколько концовок и множество вариантов развития сюжета, которые технически невозможно все увидеть пройдя игру один раз. Механика игры содержит использование множества QTE, несвоевременное выполнение большинства которых может приводить к тяжёлым последствиям для героев. Во время исследования корабля игроки могут находить различные «Тёмные картинки» (те самые «Dark Pictures»), которые могут давать им видения будущего наподобие тотемов в Until Dawn. Игроки также могут параллельно расследовать тайну трагедии, произошедшей на корабле в прошлом, что может помочь спасти жизнь их персонажей в настоящем.
В игре представлено два варианта многопользовательского режима: «Совместная история» и «Ночь кино». Первый позволяет двум игрокам совместно играть по сети, во втором до пяти игроков могут поочерёдно управлять выбранными ими персонажами.

## Создание
По словам разработчиков, идея создания подобной серии игр возникла после успеха Until Dawn, другой игры Supermassive Games, вышедшей в 2015 году.
Сюжет игры был вдохновлён городской легендой о корабле-призраке Ourang Medan («Человек из Медана»), который якобы затонул в водах голландской Ост-Индии в конце 1940-х годов. Согласно легенде, весь его экипаж был найден скончавшимся при подозрительных и таинственных обстоятельствах. В легенде говорилось, что лица его членов были искажены гримасами ужаса, которые, казалось бы, свидетельствовали о том, что они страдали перед смертью, но никаких видимых признаков ранений на их телах не было, а корабль не имел следов повреждений. Также говорилось, что была предпринята попытка вернуть судно в порт, но прежде, чем это удалось сделать, оно взорвалось и затонуло. Теории относительно того, как мог погибнуть экипаж этого судна, варьируются от рациональных до паранормальных, однако вся история с большой вероятностью является выдуманной, так как нет никаких доказательств даже того, что само это судно когда-либо существовало.
Supermassive Games и Bandai Namco Entertainment впервые официально анонсировали название будущей игры 21 августа 2018, а сама игра вышла 30 августа 2019 года на платформах Windows, PlayStation 4 и Xbox One.

## Отзывы
| Сводный рейтинг    | Сводный рейтинг                        |
| Агрегатор          | Оценка                                 |
| ------------------ | -------------------------------------- |
| GameRankings       | - (PC) 78,83 % - (PS4) 71,09 %         |
| Metacritic         | (PC) 75/100 (PS4) 69/100 (XONE) 69/100 |
| Иноязычные издания |                                        |
| Издание            | Оценка                                 |
| Destructoid        | 7/10                                   |
| Game Informer      | 7/10                                   |
| GameSpot           | 6/10                                   |
| GamesRadar+        | 3,5/5                                  |
| IGN                | 7/10                                   |
| PC Gamer (US)      | 81/100                                 |

### Оценки критиков
Согласно агрегатору рецензий Metacritic, версия игры для Windows получила в основном положительные отзывы, в то время как версии для PlayStation 4 и Xbox One встретили более смешанный приём.

### Продажи
Man of Medan стала третьей наиболее продаваемой игрой в Великобритании на неделе своего выхода, уступив только Astral Chain и Wreckfest. В течение первой недели продаж 81 % всех розничных копий игры был продан на PlayStation 4 и только 19 % на Xbox One. Тем не менее игра не достигла того же уровня продаж физических копий, какой был у Until Dawn в 2015 году: на старте продаж было продано на 61 % меньше физических копий, чем у Until Dawn, хотя эта игра была эксклюзивом для PlayStation 4 на момент своего выхода.

### Награды
| Год  | Награда                                              | Категория                                           | Результат | Прим.         |
| ---- | ---------------------------------------------------- | --------------------------------------------------- | --------- | ------------- |
| 2019 | Премия Ассоциации независимых разработчиков видеоигр | Лучшая экшн- и приключенческая игра                 | Победа    | [ 27 ]        |
| 2019 | Премия Ассоциации независимых разработчиков видеоигр | Лучший аудиодизайн                                  | Номинация | [ 27 ]        |
| 2019 | Премия Ассоциации независимых разработчиков видеоигр | Премия за творческий подход                         | Номинация | [ 27 ]        |
| 2019 | Премия Ассоциации независимых разработчиков видеоигр | Лучшая социальная игра                              | Победа    | [ 27 ]        |
| 2019 | Golden Joystick Awards                               | Лучшая многопользовательская игра                   | Номинация | [ 28 ]        |
| 2020 | NAVGTR Awards                                        | Animation, Technical                                | Номинация | [ 29 ]        |
| 2020 | NAVGTR Awards                                        | Camera Direction in a Game Engine                   | Номинация | [ 29 ]        |
| 2020 | NAVGTR Awards                                        | Direction in a Game Cinema                          | Номинация | [ 29 ]        |
| 2020 | NAVGTR Awards                                        | Lighting/Texturing                                  | Номинация | [ 29 ]        |
| 2020 | Премия MCV/Develop                                   | Visual Innovation of the Year                       | Номинация | [ 30 ] [ 31 ] |
| 2020 | Премия MCV/Develop                                   | Narrative Innovation of the Year                    | Победа    | [ 30 ] [ 31 ] |
| 2020 | 16-я British Academy Games Awards                    | Лучший исполнитель в роли второго плана (Аиша Исса) | Номинация | [ 32 ]        |